# 1503
- Wikisource

| Calendário gregoriano                                                        | 1503 MDIII                                           |
| Ab urbe condita                                                              | 2256                                                 |
| Calendário arménio                                                           | 952 – 953                                            |
| Calendário bahá'í                                                            | -341 – -340                                          |
| Calendário budista                                                           | 2047                                                 |
| Calendário chinês                                                            | 4199 – 4200 Início a 28 de janeiro (aproximadamente) |
| Calendário copta                                                             | 1219 – 1220                                          |
| Calendário etíope                                                            | 1495 – 1496                                          |
| Calendários hindus - Vikram Samvat - Calendário nacional indiano - Cáli Iuga | 1558 – 1559 1424 – 1425 4603 – 4604                  |
| Calendário Holoceno                                                          | 11503                                                |
| Calendário islâmico                                                          | 909 – 910                                            |
| Calendário judaico                                                           | 5263 – 5264                                          |
| Calendário persa                                                             | 881 – 882                                            |
| Calendário rúnico                                                            | 1753                                                 |
| Calendário solar tailandês                                                   | 2046                                                 |

1503 (MDIII na numeração romana) foi um ano comum do século XVI do Calendário Juliano, da Era de Cristo, a sua letra dominical foi A (52 semanas), teve início a um domingo e terminou também a um domingo.
| Ano completo                    |
| ------------------------------- |
| Ano comum com início ao domingo |

## Eventos
- Leonardo da Vinci inicia a pintura da Mona Lisa.
- 3 de Janeiro - Vasco da Gama assina em Cochim um tratado que servirá de paradigma às relações entre os Portugueses e os restantes mercados do Malabar. Em primeiro lugar, a feitoria ficou reconhecida por um instrumento de direito internacional. Em segundo lugar, os preços ou as razões de escambo são fixadas bem como as formas de pagamento.
- 28 de Fevereiro - Inauguração do sacrário do colégio de Ponta Delgada, ilha de São Miguel, Açores.
- 23 de Março - Criação da Vila de São Sebastião, ilha Terceira, Açores, que antes deste acontecimento se chamava Lugar de Frei João.
- 6 de Abril - Parte para a Índia a frota comandada por Afonso de Albuquerque.
- 14 de Abril - Parte de Lisboa com destino à Índia uma frota com três naus comandada por Francisco de Albuquerque.
- 30 de Julho - A nau comandada por Estêvão da Gama aborda a ilha de Ascensão.
- 18 de Agosto - Morre o Papa Alexandre VI, após 11 anos de Pontificado.

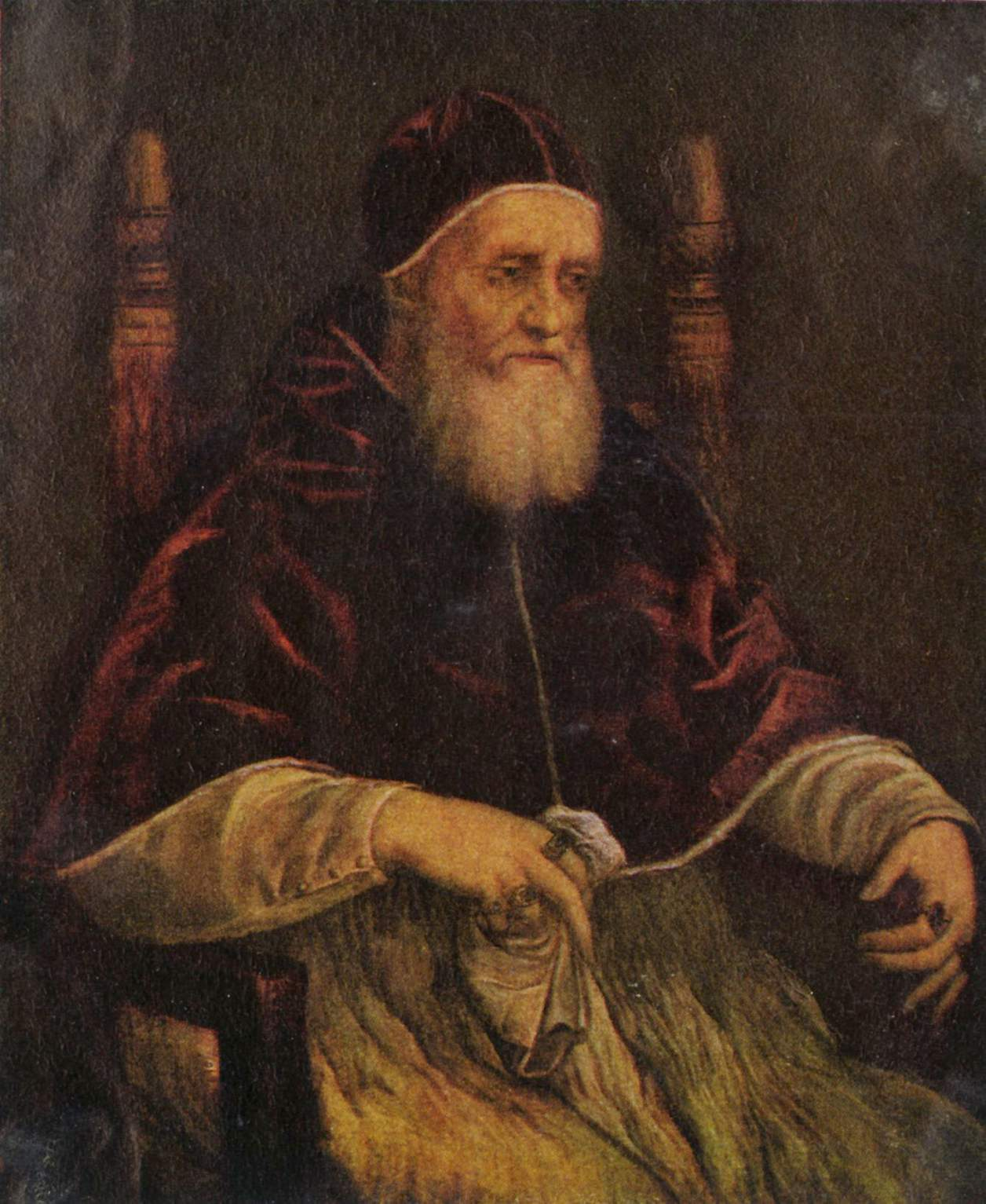
Papa Júlio II (1503-1513). Retrato de Rafael, Galleria degli Uffizi, Florença, Itália.

- 26 de Agosto - Extinção do alvará que restringia a exportação do açúcar pela ilha da Madeira.
- 16 de setembro - O Cardeal Francesco Piccolomini é eleito o Papa Pio III.
- 20 de Setembro - Chega a Cochim a armada de Afonso de Albuquerque.
- 18 de Outubro - Morre o Papa Pio III, após um Pontificado de apenas 1 mês e 2 dias.
- 1 de Novembro - O Cardeal Giuliano della Rovere é eleito o Papa Júlio II.
- Estêvão da Gama, de regresso do Oriente, descobre a Ilha de Santa Helena.
- Instituição da corregedoria dos Açores com sede em Angra, atual cidade de Angra do Heroísmo, ilha Terceira, Açores.
- D. Maria de Vilhena cede a soberania da ilha das Flores e da ilha do Corvo a Guilherme da Silveira para, em nome dela, as dirigir e povoar, pagando-lhe apenas direitos de donataria.
- Gil Vicente escreve o Auto dos Reis Magos.
- A Casa de Contratação, criada em Sevilha, detém o monopólio das mercadorias comercializadas entre a Espanha e a América.

## Nascimentos
- 10 de Março - Fernando I de Habsburgo, Imperador do Sacro Império Romano-Germânico.
- 6 de Junho - João III, monarca português.
- 24 de Outubro - Isabel de portugal,Imperadora do Sacro Império Romano-Germânico irmã de João III e rainha de Castela e Aragão.
- 21 de Dezembro - Nostradamus,"Profeta", astrólogo e matemático.

## Mortes
- 11 de Fevereiro - Isabel de York, rainha consorte de Henrique VII de Inglaterra (de trabalho de parto).
- 18 de Agosto - Papa Alexandre VI (n. 1431).
- 18 de Outubro - Papa Pio III (n. 1439).

## Por tema
- 1503 no Brasil